# Oughtershaw
Oughtershaw – osada w Anglii, w hrabstwie North Yorkshire, w dystrykcie (unitary authority) North Yorkshire. Leży 80 km na zachód od miasta York i 333 km na północny zachód od Londynu.